# Гебланж-ле-Дьёз
Гебла́нж-ле-Дьёз (фр. Guéblange-lès-Dieuze) — коммуна во французском департаменте Мозель региона Лотарингия. Относится к кантону Дьёз.

## Географическое положение
Гебланж-ле-Дьёз расположен в 55 км к юго-востоку от Меца. Соседние коммуны: Дьёз на севере, Лендр-Бас и Таркемполь на северо-востоке, Альтвиль на востоке, Желюкур на юго-востоке, Доннлэ на юге, Бланш-Эглиз и Мюльсе на северо-западе.

## История
- Деревня входила в бывшую провинцию Лотарингия и приорат Дьёз.
- В 1681 году коммуна делилась между двумя сеньорами, д'Энвиль и ле Бэйиви, и здесь находилось две крепости.

## Демография
По переписи 2008 года в коммуне проживало 169 человек.	

## Достопримечательности
- Следы древнеримского тракта.
- Остатки средневековой крепости.
- Церковь Сен-Жорж, 1768 года, алтарь XVII века.